# Michele Troiani
Michele Troiani (* 21. Juli 1996 in Verona) ist ein italienischer Fußballspieler.

## Karriere

### Jugend
Troiani wurde in der Jugend von Chievo Verona ausgebildet, in der Saison 2013/14 kam er zu 23 Einsätzen für die U-19 und erzielte ein Tor, zu der Saison 2014/15 wurde er an den FC Turin ausgeliehen, für dessen U-19 er 22 Partien bestritt und auch ein Tor schoss.

### Profilaufbahn
Am 1. Juli 2015 unterschrieb er seinen ersten Profivertrag bei Chievo Verona und wurde sogleich an Benevento Calcio, die zu diesem Zeitpunkt in der dritten Liga spielten, ausgeliehen, um Spielpraxis zu sammeln. Hier kam Troiani 17 mal zum Einsatz, sein einziges Tor erzielte am 29. Spieltag bei einem 3:2-Heimsieg gegen SS Ischia Isolaverde in der 63. Minute. Am Ende der Saison 2015/16 konnte er den Aufstieg als erster Platz in die Serie B mit seiner Mannschaft feiern. Zu der Saison 2016/17 kehrte er zu Chievo Verona zurück und wurde kurze Zeit später an die US Triestina verliehen, für die er 17 Spiele absolvierte. In der Saison 2018/19 spielte Troiani leihweise bei Piacenza Calcio 1919.

## Erfolge
- Meister der Lega Pro: 2015/16